# Niau
Niau ist ein Atoll im Tuamotu-Archipel im südlichen Pazifischen Ozean, etwa 450 km nordöstlich von Tahiti gelegen. Politisch gehört es zu Französisch-Polynesien und dort zur Gemeinde Fakarava.
Niau ist ein nahezu kreisförmiges Atoll mit einem Durchmesser von etwa 8 km. Die Lagune ist dabei vollständig von nur einer ringförmigen Insel umschlossen. Innerhalb der Gemeinde Fakarava stellt es somit das zweitkleinste Atoll dar.

## Geschichte
Die Erstsichtung wird Pedro Fernández de Quirós zugeschrieben, der die Insel am 12. Februar 1606 als Decena (die „Zehnte“) katalogisierte. Für Europa entdeckt wurde Niau am 18. Julijul. / 30. Juli 1820greg. vom deutschbaltischen Admiral Fabian Gottlieb von Bellingshausen. Er nannte die Insel Greigh bzw. Greig nach dem russischen Admiral Samuel Greigh. Die Insel war 1820 unbewohnt, jedoch fanden sich Bootsreste. Der Name der Insel lautet auf Rarotonganisch Fakaau. Im März 1824 wird eine weitere Sichtung durch Otto von Kotzebue auf seiner dritten Weltumseglung verzeichnet. Niau und die umliegenden Inseln gehörten zu der Zeit zum Einflussbereich der Königsdynastie Pomare von Tahiti. 1866 wird die Bevölkerungszahl mit 30 Einwohnern polynesischer Herkunft angegeben, als Wirtschaftsgut die Produktion von Kokosöl.
Einziger Ort und Hauptort ist Tupuna im Nordosten. Der Name der Insel bedeutet auf Polynesisch so viel wie Kokospalme. Der Boden der Insel ist im Gegensatz zu den meisten anderen Atollen sehr fruchtbar. Es werden unter anderem Bananen, Orangen und Zitronen angebaut.

## Bevölkerungsentwicklung
| Zensus | 1971 | 1977 | 1983 | 1988 | 1999 | 2002 | 2007 | 2012 |
| ------ | ---- | ---- | ---- | ---- | ---- | ---- | ---- | ---- |
| Niau   | ?    | 139  | 147  | 163  | 160  | 151  | 171  | 226  |

## Verkehr
Im Norden des Atolls liegt der Niau Airport (ICAO: NTKN; IATA: NIU).

## Natur und Umwelt
Niau gehört seit 2006 zu einem UNESCO-Biosphärenreservat, der Fakarava Man and Biosphere Protected Area.
Endemisch ist der stark gefährdete Tuamotuliest (Todiramphus gambieri niauensis), eine Eisvogelart, von denen im Jahr 2012 noch 135 Exemplare gezählt wurden.
Zwei auf Niau endemische Pflanzen sind die zu den Primelgewächsen gehörende Myrsine niauensis und die zur Familie der Rubiaceae gehörende Psychotria niauensis.